# 比較歴史研究
比較歴史研究（ひかくれきしけんきゅう）とは、歴史上の出来事を、他の歴史上の出来事との直接的な比較、理論の構築、あるいは現代との参照によって、特定の時代や場所を超えて有効な説明を作り出すために検討する社会科学の手法である。
一般的には、時代や場所を超えた社会的プロセスの比較を伴う。歴史社会学と重なる。歴史学と社会学は常につながっているが、時代によってつながり方は異なる。この研究形態は、いくつかの理論的方向性のいずれかを用いることができる。どのような理論的枠組みを用いるかではなく、どのような問いを立てるかによって区別される。

## 主な研究者
歴史比較研究には3つの波があると指摘する論者もいる。
歴史的比較研究の第一の波は、社会がいかにして近代的になったか、すなわち個人的で合理的な行動に基づくようになったかに関するもので、正確な定義はさまざまである。この様式の主要な研究者には、アレクシ・ド・トクヴィル、カール・マルクス、エミール・デュルケーム、マックス・ヴェーバー、W・E・B・デュボイスなどがいる。
第二の波は、非歴史的な理論体系と見なされたことに反発し、社会システムがいかに静的なものではなく、時間をかけて発展してきたかを示そうとした。この波の著名な著者には、ラインハルト・ベンディックス、バリントン・ムーア・ジュニア、スタイン・ロッカン、テダ・スコクポール、チャールズ・ティリー、マイケル・マン、マーク・グールドなどがいる。また、文体の違いこそあれ、アナール学派やピエール・ブルデューをこの一般的なグループに位置づける人もいる。
歴史的比較研究社会学の現在の潮流は、その理論的方向性においてポスト構造主義的であることが多いが、そればかりではない。影響力のある現在の著者には、ジュリア・アダムス、アン・ローラ・ ストーラー、フィリップ・ゴルスキー、ジェイムズ・マホーニーなどがいる。

## 方法
研究者が歴史データを収集するために使用する主な方法は4つある。アーカイブデータ、二次資料、走行記録、回想である。アーカイブデータ（一次資料）は、一般的に研究者が最も重きを置く資料である。アーカイブ・データには、公文書や公文書館、博物館などに所蔵されているものが含まれる。二次資料は、歴史を書いた他の歴史家の著作である。実行記録は、国勢調査データ、船舶登録、不動産証書など、継続的な一連の統計データやその他の種類のデータである。最後に回想には、自伝、回想録、日記などの資料が含まれる。
シュットが論じたように、体系的な質的比較歴史研究には4つの段階がある。
調査の前提を構築し、現象を説明しうる出来事や概念などを特定する。歴史比較研究の方法における重要な問題は、歴史データの不完全な性質、社会システムの複雑さと規模、そして質問の性質に起因する。歴史的データは、複数の要因から扱うのが難しいデータセットである。日記、回想録、手紙など、このデータセットは非常に偏っている可能性があり、それらはすべて、それを書いた人物やその人物の世界観に影響されるだけでなく、論理的には、その人物の社会経済的地位にもリンクする可能性がある。このように、データは破損／歪曲される可能性がある。歴史的データは、それが偏っているかどうかにかかわらず（日記と公文書の比較）、時間の影響を受けやすい。時間はもろい紙を破壊し、インクを判読できなくなるまで薄くし、戦争や環境災害はすべてデータを破壊する可能性があり、特別利益団体は彼らが生きていた時代の特定の目的のために大量のデータを破壊する可能性がある。したがって、データは当然不完全なものであり、社会科学者を研究上の多くの障害に導くことになる。多くの場合、歴史比較研究は、民主主義が3つの特定の地域でどのように発展したかというような、広範かつ広範囲に及ぶテーマである。民主主義がどのように発展したかを追跡することは、3つの地域はともかく、1つの国や地域にとっては困難な仕事である。ここで研究されようとしている社会システムの規模は圧倒的であるが、同時に複雑さも極端である。それぞれのケースにおいて、社会とその政治システムの発展に影響を与えうる複数の異なる社会システムが存在する。因果関係を明らかにするためには、これらの要因を分離し、分析しなければならない。この因果関係こそが、歴史比較研究の方法におけるもう一つの重要な問題である。歴史データの不完全な性質や、因果関係を検証するために使用される社会システムの複雑さと規模と相まって、その作業はさらに困難なものとなる。
Theda SkocpolとMargaret Somersは、比較史研究には3つのタイプがあると主張した：
1. マクロ因果分析としての比較史-仮説を検証したり理論を構築したりする試みにおいて、事例間の関連する相違点と類似点の両方を特定することに重点が置かれる。
2. 理論の並列的実証としての比較史 - 関連する事例間の類似性を特定することに重点が置かれる。
3. コンテクストの対比としての比較史-事例間の差異と各事例の独自性に重点を置く。このアプローチを用いる研究者は、大雑把な一般化を避ける傾向がある。

多くの比較歴史研究は、（純粋な演繹的手法とは対照的に）帰納的反復を用い、学者がまずデータを評価し、データを説明するために内部的に妥当な説明を再構築する。

## 識別の特徴
歴史比較研究の3つの特徴は、因果関係、時間の経過、比較である。
前述したように、我々は日々因果関係を仮定しているが、因果関係を裏付けることは難しい。シュットは因果関係を持つために満たさなければならない5つの基準について論じている。5つの基準のうち、最初の3つが最も重要である。関連性とは、単に2つの変数の間にあることを意味し、1つの変数の変化は別の変数の変化に関連している。時間順序とは、原因（独立変数）が最初に起こり、結果（従属変数）が2番目に起こったことを示さなければならないという事実を指す。非真実性（Nonspuriousness）とは、2つの変数の間の関連が、第3の変数のせいではないということです。最後の2つの基準は、因果メカニズムを特定すること、つまり変数間の関連／関連がどのように起こったと考えられるか、そしてこの関連が起こる文脈である。決定論的因果アプローチでは、すべての研究において、独立変数と従属変数が関連性を持ち、その研究の中で、すべてのケース（国、地域）において独立変数が従属変数に影響を与えることが必要である。
ジョン・スチュアート・ミルは、観察を体系的に分析し、因果関係についてより正確な仮定をするための5つの方法を考案した。ミルの方法は、一致の直接法、差の方法、一致と差の共同法、残差の方法、および随伴変動の方法について議論する。ミルの方法は通常、因果関係がすでに疑われる場合に最も有用であり、したがって他の説明を排除するためのツールとなりうる。ある変数の変動が別の変数の変動によって引き起こされたという証拠を提供できないと主張する方法論者もいる．

## 困難
歴史的比較研究が直面するいくつかの困難がある。現在の歴史比較研究の第一人者の一人であるジェームス・マホニーは、その著書 "Comparative Historical Analysis in the Social Sciences "の中で、そのいくつかを挙げている。マホーニーは、ミクロ・レベルの研究を歴史比較研究というマクロ・レベルの分野にどのように組み入れることができるか、法律など歴史比較研究の機が熟していながら見過ごされ続けている問題、歴史比較研究を科学としてアプローチすべきか、歴史としてアプローチすべきかという問題など、重要な問題を強調している。これは今日、より一般的な論争の一つであり、歴史的アプローチに味方するテーダ・スコッポルと、一般的な因果原理を探求すべき科学的見解の支持者であるカイザーとヘクターの間でしばしば議論されている。キザーもヘクターも、一般的な因果原理を求めるために合理的選択理論のモデルを採用している。彼らに反対する歴史研究者たち（スコッポル、サマーズなど）は、キザーとヘクターは他に妥当な一般理論をあまり示唆していないため、彼らの一般理論擁護は実際には彼らの好む一般理論擁護であるかのように見えると主張する。彼らはまた、歴史比較研究において合理的選択理論を用いることに対する他の批判も提起している。

## 一般理論の役割
ここ数十年、歴史比較研究者は一般理論の適切な役割について議論してきた。この議論の主役はエドガー・カイザーとマイケル・ヘクターの2人である。彼らは、実施された研究の結果を検証できるようにするためには、一般理論を用いることが重要であると主張してきた。ある特定の理論が他の理論より優れているというのではなく、ある理論を用いる必要があると主張しているのである。彼らが選んだ理論は合理的選択である。主な問題のひとつは、理論とは何か、何をもって理論とするかについて、人によって異なる概念を持っていることである。彼らの反対者の中には、どんな理論でも検証できると考えている者もいるし、検証できない理論もあると主張している者もいる。カイザーとヘクターは、この分野が成長分野であり、将来的に彼らの視点が変わる可能性があることを認めている。
比較史的手法は、『家族国家』 The Familial State: Ruling Families and Merchant Capitalism in Early Modern Europe』に見られる。研究者ジュリア・アダムスは、オリジナルの記録資料と二次資料の両方を用いて、近世オランダ共和国において商家が貴族とどのように影響力を争ったかを分析している。このような争いが、近代オランダの国家となった政治制度を生み出したとし、イギリスやフランスへの言及も多い。支配者一族における家父長制的な親族関係構造など、オランダ共和国の要素を説明するためにフェミニズム理論を用いた彼女は、近代国家がどのように生まれたかについての以前の理論を発展させた。これは、比較史的分析が事例と理論をどのように併用するかの一例である。